# Diljá Ýr Zomers
Diljá Ýr Zomers, född den 11 november 2001, är en isländsk fotbollsspelare.

## Biografi
Diljá Ýr Zomers inledde sin seniorkarriär i FH år 2017. Hon har även spelat för Stjarnan och Valur innan hon 2021 värvades av BK Häcken FF. 2022 kontrakterades hon av IFK Norrköping DFK innan hon året efter kontrakterades av Oud-Heverlee Leuven. Hon har även representerat det isländska damlandslaget där hon debuterade 2022.